# Alaksandr Zarudny
Alaksandr Wiktarawicz Zarudny (błr. Аляксандр Віктаравіч Зарудны, ros. Александр Викторович Зарудный – Aleksandr Wiktorowicz Zarudny; ur. 5 marca 1974 w Siewierodoniecku, Ukraińska SRR) – białoruski hokeista, trener hokejowy.

## Kariera zawodnicza
- HK Nioman Grodno (1993-1997)
- Tiwali Mińsk (1997-2000)
- HK Mińsk (2000/2001)
- Junost' Mińsk (2000/2001)
- HK Kieramin Mińsk (2001-2003)
- Chimik Siewierodonieck (2002-2001)
- Dynama Mińsk (2003-2005)
- HK Homel (2005)
- HK Witebsk (2005)
- Dynama Mińsk (2005)
- HK Homel (2006-2007)
- HK Witebsk (2007-2009)
- HK Nioman Grodno (2009-2010)

Po 2000 był testowany przez polskie kluby Stoczniowiec Gdańsk i Podhale Nowy Targ.

## Kariera trenerska
- HK Nioman Grodno (2011-2014), trener bramkarzy
- Dynama-Szynnik Bobrujsk (2015-), trener bramkarzy

Po zakończeniu kariery zawodniczej został trenerem. Od 2014 trener bramkarzy w zespole Dynama-Szynnik Bobrujsk w lidze MHL.

## Sukcesy
Klubowe
- Srebrny medal mistrzostw Białorusi: 1994 z Niomanem Grodno, 2001 z HK Mińsk, 2003 z Kieraminem Mińsk
- Brązowy medal mistrzostw Białorusi: 1995, 1996, 1997 z Niomanem Grodno, 2000 z Tiwali Mińsk
- Złoty medal Wschodnioeuropejskiej Ligi Hokejowej: 1996 z Niomanem Grodno, 2002 z Kieraminem Mińsk
- Złoty medal mistrzostw Białorusi: 2000 z Tiwali Mińsk, 2002 z Kieraminem Mińsk
- Puchar Białorusi: 2002 z Kieraminem Mińsk

Szkoleniowe
- Srebrny medal mistrzostw Białorusi: 2012 z Niomanem Grodno
- Złoty medal mistrzostw Białorusi: 2013, 2014 z Niomanem Grodno
- Puchar Białorusi: 2014 z Niomanem Grodno
- Puchar Kontynentalny: 2015 z Niomanem Grodno